# 弘前師管区部隊
弘前師管区部隊（ひろさきしかんくぶたい）は、第二次世界大戦中の1945年4月と11月まで、日本の東北地方北部にあたる弘前師管区の非作戦部隊・官衙・地域防衛組織をまとめて編成した大日本帝国陸軍の部隊である。東北軍管区部隊に属した。兵団文字符は陸（りく）。

## 編成
師管区は1945年4月に師管を改称して設けられ、師管区部隊は従来の留守師団を転換して編成された。師管区部隊は、留守師団を構成した司令部・補充隊のほか、管区内の様々な非戦闘部隊・官衙もまとめられ、全体としてはかなり雑多な集まりである。弘前師管区では、留守第57師団司令部が弘前師管区司令部に改称した。4月1日に移行する予定で、司令官以下の人事も1日付で発令されたが、編成は4月10日になった。
定員約9千人の補充隊は兵士を教育・訓練し、その兵士を在来の部隊や新編成の部隊に送りこむ組織である。師管区司令部は第8師団など10個師団・1個旅団の司令部への補充担任となり、各種補充隊は歩兵団の司令部と多数の戦闘部隊、野戦病院など約300の部隊の補充担任となった。司令部と補充隊は弘前に集中しており、他には歩兵第2補充隊が秋田に、工兵補充隊が盛岡にあるだけだった。
陸軍病院では、弘前陸軍病院、秋田陸軍病院、盛岡陸軍病院が師管区部隊の一部になり、青森陸軍病院が東北軍管区司令部の直轄であった。終戦時には弘前、青森、秋田の陸軍病院が師管区部隊に属し、東北軍管区直属は盛岡陸軍病院となっていた。

## 復員
8月15日にポツダム宣言を受諾し、戦争が終わると、陸軍は解体されることになり、各部隊は次々に復員（解散）した。しかし、師管区部隊は復員業務と治安維持のためにしばらく存置された。砲兵補充隊は9月5日に、輜重兵補充隊は9月17日に復員したが、他の補充隊はその後になった。
第157師団など先に復員した他部隊の人員の一部は、弘前師管区部隊に転属して勤務を続けた。
内地の師管区司令部は陸軍省廃止直前の11月30日に一斉に復員し、このとき弘前師管区部隊も廃止になった。実質的には司令部が第一復員省東北復員監部弘前支部に転換したが、人員は17人とごく小さくなった。

## 部隊の編制と定員
『東北軍管区編成人員表』による定員。軍人と軍属は分けて数えた。かっこ内の「東北57部隊」等は通称号。司令部と補充隊をあわせて約9千人、その他約1万7千人をあわせ、計約2万6千人になる。その他の中でもっとも多いのは定員1万2900人の地区特設警備隊だが、実数は異なる可能性がある。
- 弘前師管区司令部 - 260人、軍属16人。弘前
- 弘前師管区歩兵第1補充隊（東北57部隊） - 3202人、軍属1人。弘前
- 弘前師管区歩兵第2補充隊（東北58部隊） - 3202人、軍属1人。秋田
- 弘前師管区砲兵補充隊（東北69部隊） - 576人、軍属1人。弘前
- 弘前師管区工兵補充隊（東北78部隊） - 705人、軍属1人。盛岡
- 弘前師管区通信補充隊（東北77部隊） - 345人、軍属1人。弘前
- 弘前師管区輜重兵補充隊（東北84部隊） - 659人、軍属1人。弘前
- 弘前師管区制毒訓練所 - 18人（うち兼任者1人）、軍属1人。
- 弘前陸軍拘禁所 - 兼任者1人、軍属兼任者7人。
- 青森連隊区司令部 - 113人（うち兼任者8人）、軍属15人。青森。
- 盛岡連隊区司令部 - 113人（うち兼任者8人）、軍属15人。盛岡。
- 秋田連隊区司令部 - 113人（うち兼任者8人）、軍属15人。秋田。
- 青森地区司令部 - 52人（うち兼任者7人）、青森。
  - 青森地区第1特設警備隊など、第14まで - 各300人。計4200人。
- 盛岡地区司令部 - 45人（うち兼任者7人）、盛岡。
  - 盛岡地区第1特設警備隊など、第17まで - 各300人。計5100人。
- 秋田地区司令部 - 45人（うち兼任者7人） - 秋田。
  - 秋田地区第1特設警備隊など、第12まで - 各300人。計3600人。
- 第9特設警備工兵隊 - 930人。
- 第10特設警備工兵隊 - 930人。
- 第11特設警備工兵隊 - 930人。
- 弘前陸軍病院 - 552人。
- 盛岡陸軍病院 - 70人。
- 秋田陸軍病院 - 78人。